# Kazumîn, Jovkva
Kazumîn (în ucraineană Казумин) este un sat în comuna Liubelea din raionul Jovkva, regiunea Liov, Ucraina.

## Demografie
Componența lingvistică a localității Kazumîn
     Ucraineană (100%)
Conform recensământului din 2001, toată populația localității Kazumîn era vorbitoare de ucraineană (100%).